# Antoni Perearnau i Pareto
Antoni Perearnau i Pareto (Barcelona, 1912 - Barcelona, 3 d'agost de 2006) fou un dirigent esportiu català, president de la Federació Catalana de Patinatge entre 1975 i 1982.
Des de 1928 practicà atletisme, natació, ciclisme, tennis, tennis de taula i patinatge, esport en el qual s'inicià a principis dels anys trenta en pistes de Barcelona com les de Maricel, Turó i la Salut. Acabada la Guerra Civil, entrà en el FC Barcelona (1940) com a responsable de la seva secció d'hoquei sobre herba i es posà al capdavant de la refundada secció d'hoquei sobre patins (1948-75), que ja havia existit la tem¬porada (1942-43). Fou el responsable de l'hoquei sobre patins blaugrana durant vint-i-set anys, en els quals la secció anà creixent fins a convertir-se en la primera del club en guanyar una Copa d'Europa (1973). Fou elegit president de la Federació Barcelonesa de Patinatge (1975-82), que feia les funcions de Federació Catalana de Patinatge, fins al 1982.